# Universidade de Liechtenstein

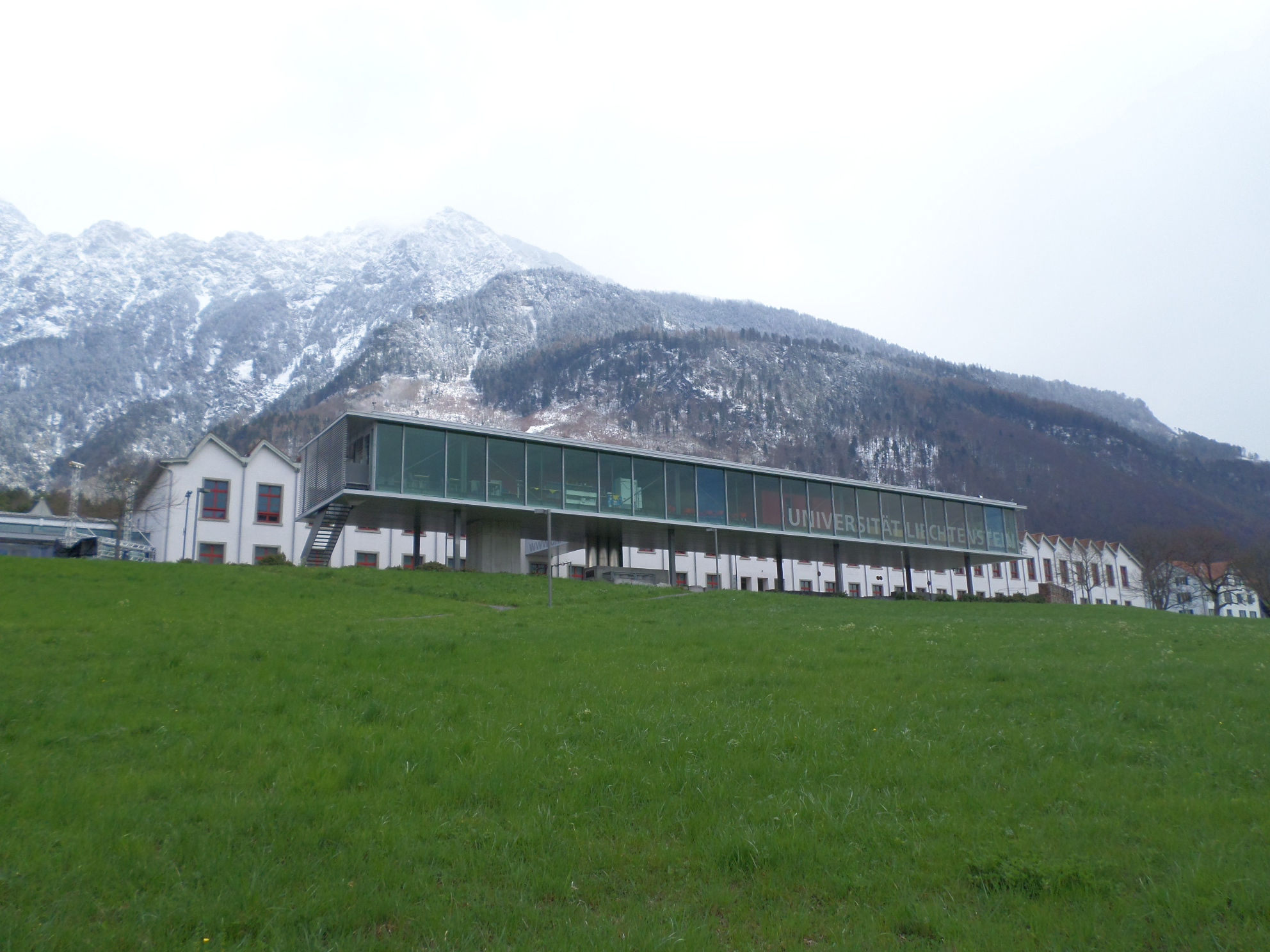
Universidade de Liechtenstein

A Universidade de Liechtenstein é a única universidade de Liechtenstein. Está sediada em Vaduz, a capital do principado.

## História
A universidade foi fundada em 1961, principalmente para o ensino de engenheiros mecânicos e civis, que mais tarde evoluiu para a Liechtenstein School of Engineering.
Em 1992 o estabelecimento foi formalmente reconhecida como a Universidade de Liechtenstein de Ciências Aplicadas (Fachhochschule Liechtenstein) e se tornou o Hochschule Liechtenstein em 2005. Em 2008, a instituição derivada do status de universidade e recebeu o direito de oferecer programas de doutorado, além de Bacharelado e Mestrado, de acordo com a Declaração de Bolonha. Isso incluiu novas extensões da universidade e programas de pesquisa com outras universidades. Em Novembro de 2010, o Parlamento do Liechtenstein aprovou a lei sobre a Universidade de Liechtenstein que foi ratificada em 1 de Fevereiro de 2011.
Dr. Jürgen Brücker sucedeu a Klaus Näscher, co-fundador da universidade, como presidente desde outubro de 2016. O Dr. Brücker foi anteriormente membro do Conselho de Administração e da Diretoria da Universidade de St. Gallen. Como Dean de Relações Externas e Desenvolvimento da Universidade de St. Gallen, as suas responsabilidades incluíram a gestão de redes regionais e internacionais, bem como o desenvolvimento universitário.

## Institutos
- Empreendedorismo
- Serviços financeiros
- Sistemas de informação
- KMU Zentrum
- Centro de Pesquisa Econômica do Liechtenstein (KOFL)
- Arquitetura e Planejamento

## Programas de graduação
Os programas de estudos da Universidade de Liechtenstein são estruturados de acordo com o sistema de bacharelado-mestrado-doutorado reconhecido mundialmente de acordo com a Declaração de Bolonha.

### Bacharel
O programa de bacharelado leva a uma primeira qualificação profissional em uma instituição de ensino superior. Os programas de bacharelado consistem de pelo menos seis semestres (180 ECTS). Os seguintes graus / títulos acadêmicos são concedidos:
- Bacharel em Ciência em Arquitetura - BSc Arch
- Bacharel em Administração de Empresas - BSc
- Bacharel em Ciência em Sistemas de Informação de Negócios - BSc

### Mestrado
O programa de mestrado oferece especialização no assunto. Os programas de mestrado duram um mínimo de quatro semestres (120 ECTS). Os seguintes graus / títulos acadêmicos são concedidos:
- Mestrado em Arquitetura - MSc Arch
- Mestrado Em Empreendedorismo - MSc
- Mestrado em Finanças - MSc(anteriormente: Mestrado em Administação de Bancos Gestão Financeira)
- Mestrado em Sistemas de Informação - MSc (anteriormente: MSc Business Process Management)

O programa de Mestrado em Empreendedorismo ficou em segundo lugar no ranking internacional (CH / AT / FL) em 2009. O programa de Arquitetura recebeu o 1º lugar em 2008 no ranking internacional CH / AT / FL / DE da revista DETAIL.
Os alunos do programa de sistemas de informação MSc ganharam a 2015 e 2016 SAP DemoJam competição em Barcelona, que é a maior conferência do mundo para desenvolvedores e designers SAP. Estrelando em DemoJam 2015 foi Kevin Flesher, Kevin Bösch, Rapha Credencial, Bruno Saboia de Albuquerque e Bolaji Smith. Os participantes de 2016 DemoJam foram Roberts Zentelis, Carolina Martinez, Gaëtan Magal, Iliyan Iliev, Yanitsa Kircheva.
O programa de Mestrado em Finanças é um dos 56 programas de CFA (Chartered Financial Analyst) reconhecidos na Europa, de modo que o currículo dos dois estão intimamente ligados e os alunos são capazes de participar do desafio anual CFA Research. Os estudantes também podem candidatar-se a uma bolsa de estudo patrocinada pela Universidade CFA, juntamente com o LGT anual (LGT Group) Scholarship University e o prêmio bancário Liechtenstein patrocinado pela Liechtenstein Bankers Association.

### Doutorado
O doutorado pode ser adquirido no terceiro programa de estudo:
- Doutor em Filosofia - PhD / DoktorIn der Wirtschaftswissenschaften - Dr. rer. Oec.
- Doutor em Filosofia - PhD / DoktorIn der Wissenschaft - Dr. scient.

O programa de doutorado tem duração mínima de três anos.